# Andrés Jaso Garde
Andrés Jaso Garde (Mélida, 1912 - Cangues d'Onís, 1936) va ser un futbolista navarrés.
Procedent de l'Osasuna, arriba a la ciutat de València per a jugar amb el Llevant FC, entrenat llavors per Antón Fivébr, participant en la històrica victòria davant el València en Mestalla en la tercera jornada del campionat valencià. L'estiu de 1934 canviaria d'equip, fitxant pel València. Tenia fama de jugador valent i físic, que rebia molts colps durant els partits. També es destaca el seu xut amb la dreta. A Mestalla no va ser un jugador massa utilitzat, i l'estiu de 1935 marxa a l'Sporting de Gijón. Tot i lesionar-se al poc d'arribar, aquella temporada jugaria 12 partits i faria 8 gols. Moriria en un bombardeig de l'aviació del bàndol nacional, segurament a la platja de Cangues d'Onís, on l'equip entrenava. L'equip de futbol de la seua localitat natal es diu Sporting Melidés en homenatge a l'últim equip on va jugar.